# Dexter Pottinger
Pour les articles homonymes, voir Pottinger.
Dexter Pottinger (retrouvé mort le 31 août 2017) est un styliste et militant pour les droits des homosexuels jamaïcains.

## Biographie
Dexter Pottinger lance sa première collection en 2001. Il fut le styliste de Nick Cannon et fut le costume designer pour son film King of the Dancehall (2016).
Le styliste était devenu « the face of Pride », en devenant en 2016 l'égérie de la Pride Week, organisée par le Forum jamaïcain pour les lesbiennes et les gays (J-Flag),.
Le styliste a été retrouvé mort le 31 août 2017 dans son logement à Washington Gardens, un quartier de Kingston, la capitale du pays. Son corps portait les marques de plusieurs coups de couteau, laissant penser à un homicide. Un homme a été arrêté dans le cadre de l'enquête.
Pottinger aurait été assassiné par Romario Brown. Brown avait été libéré de prison par Pottinger lorsque celui-ci fut accusé d'un autre meurtre. Selon Brown, le styliste lui aurait alors fait des avances sexuelles, ce qui poussa Brown à le poignarder à 25 reprises,.